# Norman Houston
Norman Houston (* 21. August 1887 in Dennison, Texas; † 26. Oktober 1958 im Los Angeles County, Kalifornien) war ein US-amerikanischer Drehbuchautor. Er trat in wenigen Filmen auch als Schauspieler oder Regisseur auf. Bekannt wurde er besonders durch seine Drehbücher zu zahlreichen Western.

## Leben
Norman Houston wurde am 21. August 1887 in Dennison geboren. Sein erstes Drehbuch schrieb er für den Western The Love Bandit (1924). 19 Drehbücher schrieb er für Schauspieler Tim Holt. Bis 1954 war er an insgesamt 88 Filmen beteiligt. Nur einige Filme wurden in deutscher Sprache synchronisiert.
Houston starb am 26. Oktober 1958 im Los Angeles County in Kalifornien.

## Filmografie (Auswahl)
- 1924: The Love Bandit
- 1929: The Broadway Melody (Dialoge)
- 1929: Wall Street
- 1931: Six Cylinder Love
- 1935: Frisco Waterfront (auch Schauspieler)
- 1938: Im Herzen von Arizona (Heart of Arizona)
- 1939: Gentleman-Cowboy
- 1939: Damals in Caliente (In Old Caliente)
- 1943: Fracht für Missouri (Buckskin Frontier)
- 1943: Eine Frau für den Marshall (The Woman of the Town)
- 1944: Nevada
- 1947: Die Todesreiter von Kansas (Trail Street)
- 1947: Der Colt sitzt locker (Thunder Mountain)
- 1952: Target